# Île Moresby
Pour les articles homonymes, voir Moresby.
L’île Moresby (en anglais : Moresby Island ; en haïda : Gwaii Haanas) est une des îles qui composent l'archipel Haida Gwaii. Elle se situe dans les eaux côtières de l'Alaska du Sud-Est et de la Colombie-Britannique, au large des côtes de Colombie-Britannique. La réserve de parc national et site du patrimoine haïda Gwaii Haanas englobe l'île.